# Jardín Botánico de Heidelberg

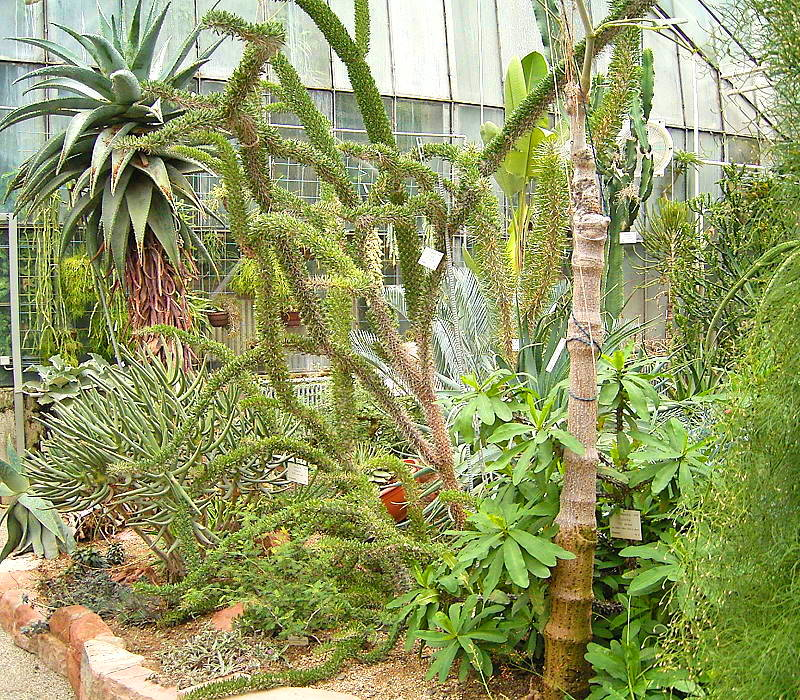
Invernadero de Suculentas del Viejo Mundo.

El Jardín Botánico de Heidelberg (en alemán: Botanische Garten Heidelberg) es un jardín botánico de unas 2 hectáreas de extensión, que se encuentra en Heidelberg en la orilla norte del Neckar en el campo de Neuenheimer. Pertenece administrativamente a la Universidad de Heidelberg siendo una rama del "Heidelberger Instituts für Pflanzenwissenschaften" (HIP) ( Instituto de Investigación Vegetal de Heidelberg).

## Localización
Universidad de Heidelberg, Im Neuenheimer Feld 340 D-69120 Heidelberg, Alemania.
- Teléfono: +49(0)6221- 54 57 83

- Latitud: 49°25´ N
- Longitud: 8°40´E
- Promedio anual de lluvia: 745 mm
- Altitud: 110 m s. n. m.

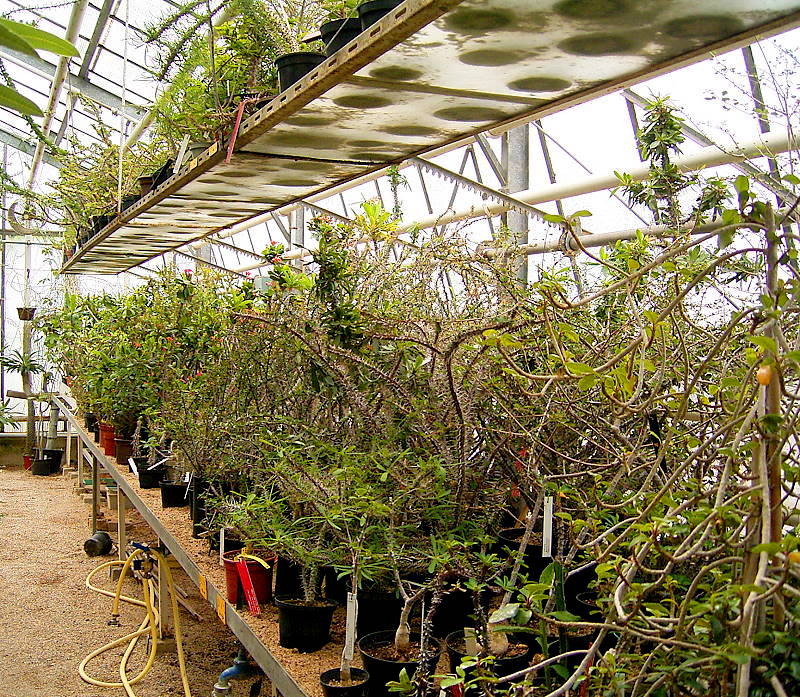
Invernadero de Euphorbias, no abierto al público.

- Total de área de invernaderos: 4000 m²

## Historia
El jardín botánico se creó en 1593 como un Hortus medicus para el estudio de la ya entonces con 200 años de antigüedad Universidad de Heidelberg, siendo el tercero más antiguo de los jardines botánicos alemanes.

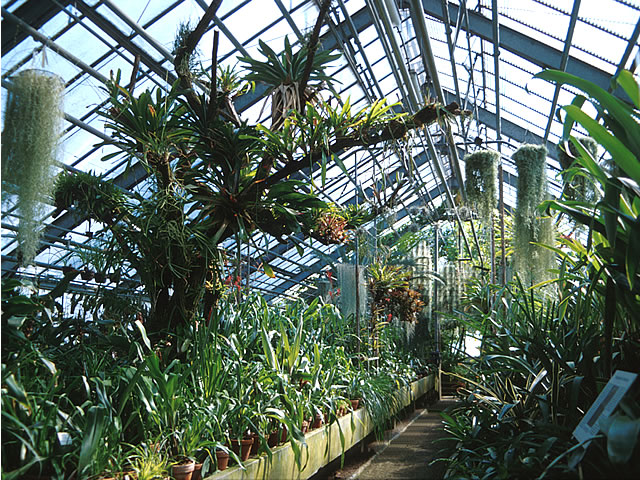
Invernadero de las Bromelias.

El jardín botánico actual gracias a George Albrecht Klebs y a su jardinero mayor "Erich Behnick" se estableció en Neuenheimer y se abrió en 1915. Por impactos de las bombas, el jardín fue cerrado brevemente al final de la Segunda Guerra Mundial, en gran medida para reponer las plantas que se perdieron.
Bajo la dirección del Prof. Dr. Werner Rauh, director entre 1960 y 1982, alcanzó el jardín a tener sus colecciones actuales de (Suculentas del Nuevo y Viejo Mundo, sus Orquídeas neotropicales, y las Bromelias).

## Colecciones
Actualmente, alberga unas 14.000 especies de plantas, de las cuales un 90% crecen dentro de los invernaderos. Entre estas las 11 colecciones especiales siguientes, son de una gran importancia:

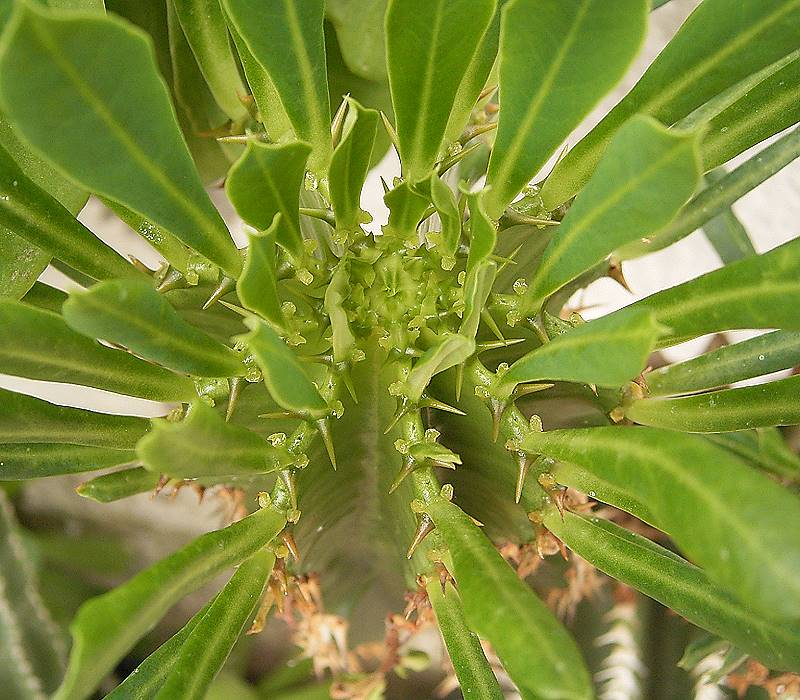
Euphorbia abyssinica, una de las numerosas especies de la colección de Euphorbias.

- Suculentas del Viejo Mundo (sin Madagascar)
- Suculentas de Madagascar
- Suculentas del Nuevo Mundo
- Orquídeas Tropicales
- Bromelias
- Cycas
- Insectívoras
- Helechos Tropicales
- Aristolochiaceae
- Cyclanthaceae
- Geophytas Mediterráneas

Solamente una pequeña parte de las colecciones de los invernaderos son visitables. Para poder visitar las colecciones especiales es necesario hacer una solicitud con antelación a la secretaría de la Universidad para la visita de un grupo determinado que esté interesado en su conocimiento o estudio. 

## Actividades
Los jardines botánicos son una parte integral del Departamento de Biodiversidad y sistemática vegetal de la Universidad de Heidelberg.
Esta asociación no solo es deseable, sino también un requisito previo para satisfacer su fin primordial, que no es otro que, el estudio científico de las colecciones de plantas y el tenerlas disponibles para la investigación y enseñanza